# 高雄城中城大樓縱火案
高雄城中城大樓縱火案為2021年10月14日凌晨2時54分發生於高雄市鹽埕區「城中城」大樓之建築物火災，造成至少46人死亡、43人受傷，為臺灣戰後史上死亡人數第二多的建筑物火災，僅次於1995年衛爾康餐廳大火（若算入1984年煤山煤礦礦災則為第三大單一火災）。

## 大樓背景
城中城大樓位於高雄市鹽埕區府北路31號。完工於1980年，曾經擁有電影院、餐廳等設施，盛極一時。但後來沒落，火災發生前均已停業，原有的住商混合樓層大多被分隔為低價租屋，居民多為高齡及弱勢者。

## 火災經過

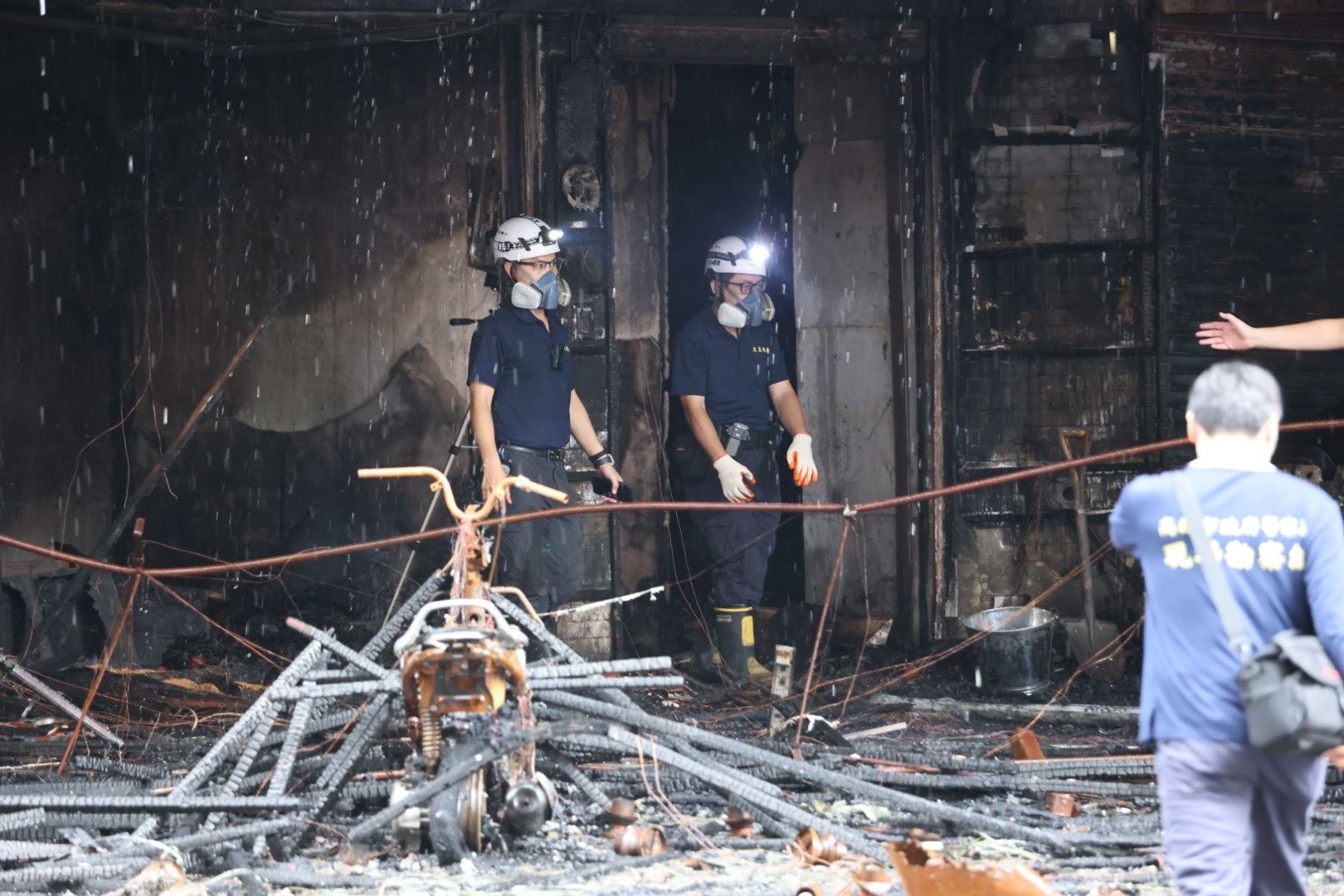
大樓失火救災現場

2021年10月14日凌晨2時45分開始起火，2時54分火勢開始蔓延，4時39分火勢受到控制，7時17分撲滅，造成46死43傷，高雄市政府消防局緊急動員139輛各式消防車、救護車，377名消防隊員進行滅火及救援。一名9樓住戶聲稱居住於一樓茶具店後方的男子離開後，茶具店便發生爆炸。
火災燃燒樓層為地上1至6樓，而傷亡的住戶則主要集中在7樓以上，多半因濃煙嗆傷而喪命。燃燒面積約4,800平方公尺。
| 樓層               | 死者人數 | 傷者人數 |
| ------------------ | -------- | -------- |
| 12                 |          |          |
| 11                 |          | 7人      |
| 10                 |          | 7人      |
| 9                  | 22人     | 6人      |
| 8                  | 4人      | 2人      |
| 7                  | 9人      | 4人      |
| 6                  | 1人      |          |
| 5                  |          |          |
| 4                  |          |          |
| 3                  |          |          |
| 2                  |          |          |
| 1                  | 1人      |          |
| 樓梯間（樓層不詳） | 9人      | 15人     |
| 合計               | 46人     | 41人     |

## 救援情况
高雄市市長陳其邁於凌晨5時趕赴現場察看，中華民國總統蔡英文得知失火消息後即和陳其邁聯繫，關心現場搶救情形，而行政院院長蘇貞昌則由內政部部長徐國勇陪同前往醫院探視傷患。事後陳其邁多次在記者會上鞠躬道歉，允諾成立「行政調查小組」展開老舊建物清查。
高雄市政府消防局表示，由於城中城大樓並無管理委員會，為要求該大樓依法辦理檢修申報，消防局曾多次派員前進行檢查，卻都因大門深鎖無法進入，連續2年貼出消防安全設備檢查通知書反駁未盡監督責任。
此次火災的救援行動直到下午四點才告一段落，共救出87人，其中46人死亡、41人輕重傷，高雄市政府消防局緊急動員41分隊、75輛各型消防車、159名消防隊員前往搶救，直到上午4時51分才控制火勢，並於7時17分全數撲滅。由於起火處騎樓堆放許多雜物，加上該建築屬危老大樓、缺乏管理，救援難度非常高，還造成兩名消防員受傷。
火災的災民則是被安置在「雄旺237旅館」內（另外，為了方便救災人員，雄旺旅館主動提供2個房間供警察及消防隊員沐浴清洗。），三餐飲食由高雄市政府社會局提供，高雄市政府社會局、高雄市政府觀光局彙整首波可以提供安置的旅館有7間（包含雄旺237），共可提供房間約190間。同時，高雄市社會局已經指派社工人員到各個收容傷患的醫療院所進行一對一傷者及家屬的服務，並致送關懷慰問金每人10,000元。

## 災後建築處置
火災後的城中城大樓在經過高雄市土木技師、結構技師及建築技師公會鑑定為不適居住而必須拆除的危樓後，高雄市政府在11月11日宣布該棟大樓拆除成為公園綠地，而後於11月17日宣布強制拆除的日期為12月17日並且給予居民自宣告日至拆除日的一個月搬遷期。12月15日，原定於12月17日進行拆除作業宣布提前至12月16日開始進行拆除。2022年5月20日拆除完畢，拆除後的空地將被改建為「府北公園」，5月27日舉行動土典禮，而在災後發生剛一周年，即2022年10月14日竣工，公園由高雄市副市長林欽榮及市議員李喬如、蔡金晏等人主持揭牌開幕儀式，並邀請當地里長及倖存的城中城大樓居民參與；此外也藉由該計畫協助周邊建築外觀的整建。

## 究責檢討

### 事故調查
14日當天疑似吵架的情侶郭清文（郭男）與黃格格（黃女）及目擊者被帶回高雄市政府警察局，但沒有明確證據，詢問後請回；然而15日勘查火場後黃女說詞反覆，遂將黃女與郭男轉為嫌疑人，黃女收押禁見而郭男6萬元交保候傳。
18日高雄市政府消防局陪同兩名專家再度勘察火場，發現各層樓的所有安全防火門和部份廢棄電梯門遭到拆除，再加上1樓的50多輛違規停靠在廢棄店面旁機車燃燒形成大量火載量，使濃煙急速朝手扶梯、樓梯及電梯向上延燒形成煙囪效應。
大火後曾經傳出往12樓頂樓陽台的安全門被封死，但是，19日當天警察、消防隊員再度去勘查後予以否認並強調3個出口暢通，而且大火當天有救出逃往頂樓的用戶。

### 檢討與制度改革
- 國立高雄大學建築學系教授曾梓峰建議，中華民國政府需要加強介入老舊建築都市更新。[29]
- 輔英科技大學高齡及長照事業系副教授劉一蓉建議，政府可提供具備公共照護功能的平價老人公寓。[29]社會福利團體「芒草心」李盈姿呼籲，讓弱勢者拿補助金去租安全的住所。[30]
- 內政部表示，城中城沒有管理委員會，現行法規對既有建築物成立管委會又無溯及既往。[31]內政部將修法強制要求既有建築物也要設立管理組織，並清查複合式建物消防安全管理。[30]
- 高雄市市長陳其邁下令3天內落實全市34棟列管老舊建物消防安檢，陳其邁表示，目前高市30年以上、無管委會的列管住商混合大樓34棟，他已要求工務、消防、警察等單位，要在3天內針對30年以上住商大樓進行盤點，30年以下大樓下周第二波全面啟動。而在執行面上，他會請調查小組就行政管理上碰到類似個案時，是否有難以執行的困難或執行上有無疏忽，進行調查[32]。
- 臺北市市長柯文哲表示，將針對臺北市內124棟老舊複合式大樓執行公共安全檢查。新北總計有7棟超過30年以上的住商大樓，要在一周內完成安檢[32]。
- 新北市市長侯友宜表示，一周內針對新北市內7棟30年以上的住商大樓完成安全檢查，這7棟大樓中5棟已報備管理組織，另2棟有管理窗口及人員，但還未完成報備程序，會持續輔導[32]。
- 臺中市政府都市發展局局長黃文彬說，台中市類似的7棟危老大樓大多集中在中區以及西區，其中最受矚目、有「鬼樓」之稱的「千越大樓」，就在綠川旁，閒置破敗十餘年，近期屢因消防設備不合格遭罰都沒改善，也未繳罰鍰，臺中市政府考慮透過其他行政手段強制執行[32]。
- 臺南市市長黃偉哲說「人命不可打折」，老舊大樓一律適用現行消防法規，採最嚴格標準外，無管委會的也會輔導成立。臺南市政府消防局列管的臺南市複合大樓有50棟，不合格有5棟，均已開立限期改善通知單[32]。
- 高雄市城中城大火造成重大死傷，高市府工務局長蘇志勳及消防局長李清秀，日前已請辭獲准，為此事件負責。[33]

### 調查結果
- 行政調查小組於2021年10月29日下午公布調查結果[34]。
- 2022年1月21日，經調查偵結後將主嫌黃格格依殺人、公共危險罪起訴，並建請法院處以極刑。而郭清文則因罪證不足，不起訴[35]。
- 2022年8月5日，高雄地方法院依放火、過失致死等罪判處黃格格無期徒刑，褫奪公權終身，可再上訴[36]。
- 經上訴後，台灣高等法院高雄分院於2023年8月30日判決中引用兩公約，認為黃格格能主觀預見放火會導致住戶傷亡，因而撤銷一審中過失致死罪的控訴，改依殺人罪論處。判處黃格格無期徒刑，褫奪公權終身，全案仍可上訴。[37]
- 2024年1月25日，檢察官及被告均提起上訴，後遭最高法院認為無合理理由而駁回，以第二審中判黃格格殺人罪無期徒刑，褫奪公權終身定讞。[38][39]

## 各界反應

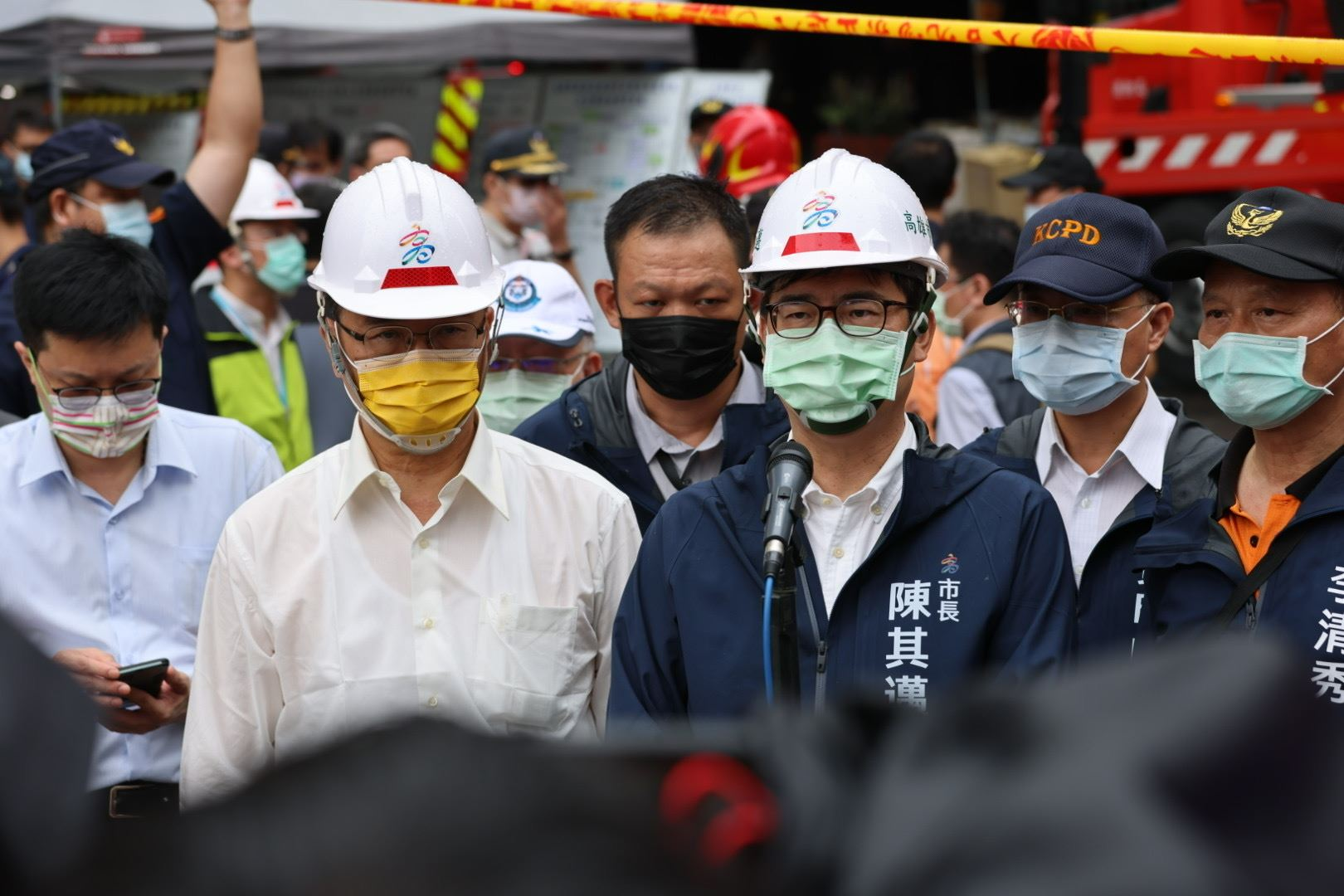
高雄市市長陳其邁在火災現場勘察

### 台灣本地反應
高雄市政府社會局於10月15日公布專款專戶，提供救助相關工作。捐款帳戶公布後，1天內就湧入174筆捐款，累積突破新臺幣1,451萬元。財金資訊股份有限公司於15日發出新聞稿指出，捐款150萬元協助受災戶渡過難關；社會各界跨行匯款捐款救助該事故可免收跨行交易手續費。
中華民國總統蔡英文、副總統賴清德、行政院院長蘇貞昌、考試院院長黃榮村、立法院院長游錫堃、監察院院長陳菊在此次事件後，皆捐出1個月所得，協助受災傷者及罹難者家屬後續的醫療、復健及經濟支持。高雄市市長陳其邁宣布，他本人與市政府一級主管，包括副市長、祕書長、副祕書長以及各局處首長33人（含高雄市立空中大學校長）共41名官員，捐出1個月薪資所得，希望能為受災戶盡一份心力。基於台南和高雄擁有深厚「兄弟縣市」情誼，臺南市市長黃偉哲宣布，將捐出1個月所得，並盡力協助高雄處理相關後續事宜，盼替罹難者及家屬盡一份心力。新北市市長侯友宜亦表示捐出1個月所得，協助受災傷者及罹難者家屬。
民主進步黨中央黨部及立法院黨團將各捐100萬元給給高雄市社會局捐款帳戶，指定用於城中城大火相關用途。中國國民黨高雄市黨部給予每位傷者1萬元慰問金，此外，對於罹難者家屬，也會對外募捐，給予協助。台灣基進於10月15日宣布，全體黨工及黨籍立委陳柏惟與其團隊，將共同捐出1日所得，共計11萬1,500元，協助火災後續安置工作的進行。民進黨高雄市黨部主委、立委趙天麟也宣布，個人與民進黨高雄市黨部各捐20萬元予高雄市政府專戶。
總部位在花蓮的慈濟基金會在事件發生後後即成立關懷服務站，在現場以不影響救災人員動線為前提，提供包含遺體袋、早餐食物、礦泉水及中午110份便當糧食、30箱飲品等相關物資；中華民國紅十字會在事件發生後表示已聯絡鹽埕區公所，表達提供受災戶急難救助的意願。財團法人林榮三文化公益基金會、聯邦商業銀行、自由時報、瓏山林建設，決定共同捐出2,000萬元，以撫慰受難的居民與家屬。中國信託慈善基金會董事長辜仲諒於10月15日表示，捐款1千萬元給高雄市政府社會局專款專用，協助弱勢者回復正常生活。中華民國醫師公會全聯會宣布捐款100萬元，而中華民國中醫師公會全聯會也宣布發起中醫師會員自由捐款帳號，後續會轉請政府善用中醫界的愛心，讓受難者獲得幫助。
中壢仁海宮在官方公布傷亡人數後，董事長李合鑑、副董事長王介禧和董事會第一時間決定捐款200萬元，透過專戶指定捐給罹難者家屬和受傷的民眾。全聯福利中心於15日宣布，將捐贈1,000萬元給高雄市政府社會局專戶，指定用於「城中城大樓事故」火災撫卹相關用途。李長榮集團捐助新臺幣100萬元，並宣布成立志工隊，全力提供傷患與罹難者家屬必要協助。

### 台灣境外反應
| 國家           | 聲明與協助 |
| -------------- | --- |
| 中华人民共和国 | 國務院台灣事務辦公室表示對有關方面高度關切，並表示國台辦、海峽兩岸關係協會向此次事故罹難的同胞表達深切哀悼。并对罹难的大陆配偶表达深切哀悼，将积极协助家属处理各项善后事宜。 |
| 美国           | 美國在台協會表示對於今天凌晨在高雄市鹽埕區發生大火所造成的死傷深感哀慟。美國在台協會代表美國，在此艱難時刻向罹難者、受影響的民眾和其親屬表達最深切的哀悼之意。 |
|                | 澳洲辦事處表示向高雄鹽埕區大火的受災者和他們的家人表達最衷心的哀悼，和最深切的慰問，特別是露珍怡代表和同仁今天正好到高雄訪問，第一時間感受到高雄人沈痛的心情。對此，露珍怡對於此次事件表示「今晨高雄大火悲劇讓我感到震驚與悲傷，特別是今天我正巧到高雄訪問。 我要代表澳洲辦事處向所有受災者和他們的家人表示最衷心的哀悼，和最深切的慰問。 在這樣的時刻，我們的心與高雄人同在。」 |
| 日本           | 日本台灣交流協會表示接獲高雄市大樓發生火災，造成多人罹難的不幸消息。衷心祈求往生者之冥福，並對傷者與家屬表達誠摯慰問。 |
|                | 韓國外交部在事件發生後表示，經駐台北韓國代表部與台灣政府警方、消防部門、現場處置組、旅臺韓人會了解情況，確認沒有南韓公民傷亡。 |
| 英国           | 英國在台辦事處表示對於此次高雄火災所造成的死傷深感哀慟，並表示在此艱困時刻，英國在台辦事處向所有受到影響的民眾致上深切慰問，並向罹難者及其家屬表示誠摯哀悼。英國在台辦事處指出，將持續與處理此一嚴重事件的台灣相關單位保持密切聯繫。 |
| 斯洛伐克       | 斯洛伐克經濟文化辦事處表示，對於聽聞高雄市「城中城」發生的重大火災，非常沈痛，並表示對所有罹難者的家屬們表達深深的哀悼。 |
| 加拿大         | 加拿大駐台北貿易辦事處表示對於高雄鹽埕大火造成的嚴重死傷深感哀慟。辦事處指出，希望能在這個艱困的時刻，向所有死傷及受影響的民眾表達深切哀悼與慰問。 |
| 俄羅斯         | 莫北協駐台代表處表示對周四早上高雄鹽埕區的火災感到震驚和悲傷，並表示謹代表莫北協駐台代表處，向在火災中不幸遇難的人的家屬和受影響的人表示最深切的同情和衷心的哀悼，並理解他們所承受的巨大悲痛和思念。 在此獻上我們最深的悼念。 |
| 德国           | 德國在台協會表示向此次高雄火災表示誠摯地哀悼。謹向罹難者及其家屬與受傷者致上深切慰問。 |
| 欧洲联盟       | 歐洲經貿辦事處在此次事件發生後，向受高雄火災影響的受害者和家屬表示深切哀悼。 |
|                | 貝里斯外交部長柯特尼與中華民國外交部長吳釗燮視訊通聯表示，對高雄市城中城大樓發生大火不幸事件，代表貝國政府及人民向中華民國表達誠摯的慰問與哀悼之意。 |

## 爭議
- 台灣民眾黨批評，消防與住宅安全的相關法案在立法院擱置數十年，消防安檢碰壁後就沒有下文。臺北市市長兼台灣民眾黨主席柯文哲批評，不要出事只道歉、宣示改革、捐款，然後不了了之。[67][68]
- 有網友翻出2011年陳其邁擔任立法委員時期上民視新聞台政論節目《頭家來開講》，因傑克丹尼夜店火災案要求時任臺中市市長胡志強辭職下臺負責的影片。然而這次火警案發生，高雄市市長陳其邁因沒有立即辭職下臺負責而被抨擊「戀棧權位」[69]。影片版權持有人民間全民電視公司把有关短片下架，臺北市議員侯漢廷批评民视「堕落」[70]。
- 城中城大樓火災發生後，臉書新增一個平安通報站「台灣高雄市城中城大樓的高層建築火災」協助需要報平安、找親友、回報傷者的民眾使用，卻湧入看熱鬧的非相關民眾發文玩地獄哏、開玩笑，留言曝光後引起網友撻伐。[71][72]
- 當地鹽埕區府北里長林傳富表示出現有人想冒名登記成為住戶領善款和補助[73]。

## 外部連結
- 高雄市鹽埕區城中城火災事件之行政調查報告全文 （页面存档备份，存于），高雄市政府2021年10月29日